# Herrnmühle (Schipkau)

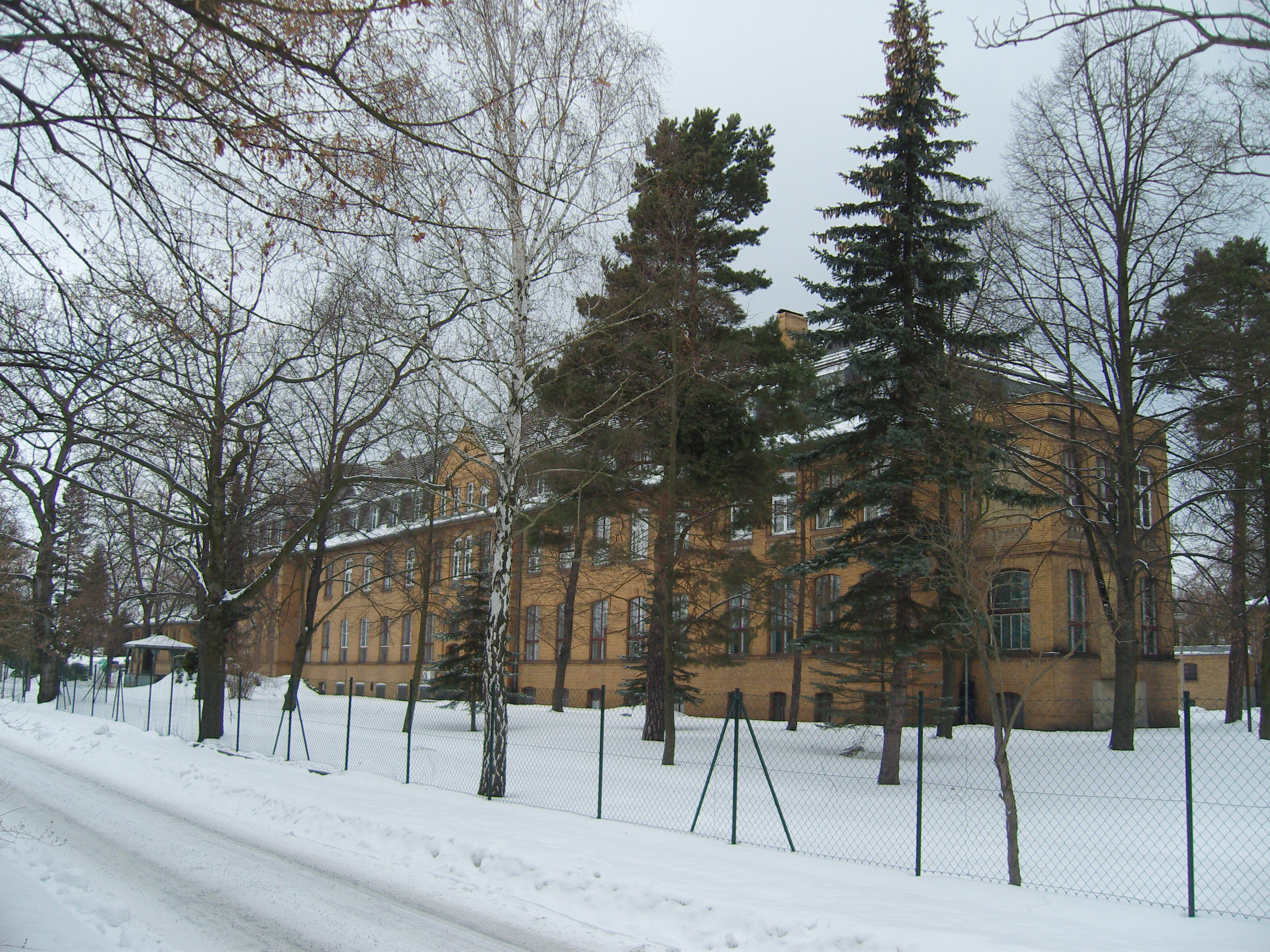
Das alte Klettwitzer Krankenhaus im nordöstlichen Herrnmühle

Herrnmühle ist ein Flurstück des südlichen Annahütte in Brandenburg. Namensgebend war eine alte Windmühle in der Flur.

## Geographie
Herrnmühle gehört zur Großgemeinde Schipkau, liegt südlich zur Glaswerkersiedlung Annahütte und nördlich zur Klettwitzer Krankenhaussiedlung. Im Nordwesten befindet sich der alte Bahnhof von Annahütte und im Nordosten findet man das alte Klettwitzer Krankenhaus.

## Sehenswürdigkeiten
- Krankenhaus Klettwitz, um 1900[1]